# Medieval (film)
Pour plus de détails, voir Fiche technique et Distribution.
Medieval (Jan Žižka) est un film tchèque réalisé par Petr Jákl et sorti en 2022. C'est un film biographique sur le chef de guerre des hussites Jan Žižka.

## Fiche technique
Sauf indication contraire, les informations mentionnées dans cette section peuvent être confirmées par la base de données cinématographiques IMDb,  présente dans la section « Liens externes ».
- Titre français : Medieval
- Titre original : Jan Žižka
- Réalisation et scénario : Petr Jákl
- Musique : Philip Klein
- Décors : Barbora Bucharova
- Costumes : Katerina Mirová
- Photographie : Jesper Tøffner
- Montage : Steven Rosenblum et Dirk Westervelt
- Pays de production : Tchéquie
- Format : Couleurs - 2,39:1 - Dolby Digital
- Genre : action, drame, guerre, historique
- Durée : 125 minutes
- Date de sortie :
  - Norvège : 8 septembre 2022
  - France : 8 novembre 2022

## Distribution
- Ben Foster : Jan Žižka
- Michael Caine : Lord Boresh
- Til Schweiger : Rosenberg
- William Moseley : Jaroslav
- Matthew Goode : roi Sigismund
- Sophie Lowe : Katherine
- Karel Roden : roi Venceslas
- Roland Møller : Torak
- Werner Daehn : Ulrich
- Vinzenz Kiefer : Conrad
- Alistair Brammer : Freddy